# Dzongkha
Dzongkha (av dzong, "fort", och kha, "språk") är ett tibeto-burmanskt språk med cirka 130 000 modersmålstalare och 470 000 andraspråkstalare, främst i Bhutan, där det är officiellt språk. Språket skrivs med tibetansk skrift.
Dzongkha är nära besläktat med j'umowa, den tibetanska dialekt som talas Chumbidalen, och med sikkimesiska, det officiella språket i det gamla kungadömet Sikkim. Språket är också besläktat med den tibetanska dialekt som talas i Lhasa, men språken är inte omedelbart ömsesidigt förståeliga.
Tidigare användes klassisk tibetanska som utbildningsspråk i Bhutan, men det ersattes av dzongkha på 1960-talet. 
Dzongkha och dess dialekter är modersmål för befolkningen i de åtta västra distrikten i Bhutan (Phodrang, Punakha, Thimphu, Gasa, Paro, Haa, Dagana och Chukha). det finns också talare av dzongkha nära den indiska staden Kalimpong, som tidigare tillhörde Bhutan men tillhör Västbengalen. Dzongkha är obligatorisk språk i alla skolor i Bhutan och språket är lingua franca i de distrikt i södra och östra Bhutan där det inte talas som modersmål. På grund av de få antalet talande finns det farhågor om att dzongkha håller på att trängas ut till förmån för större språk.

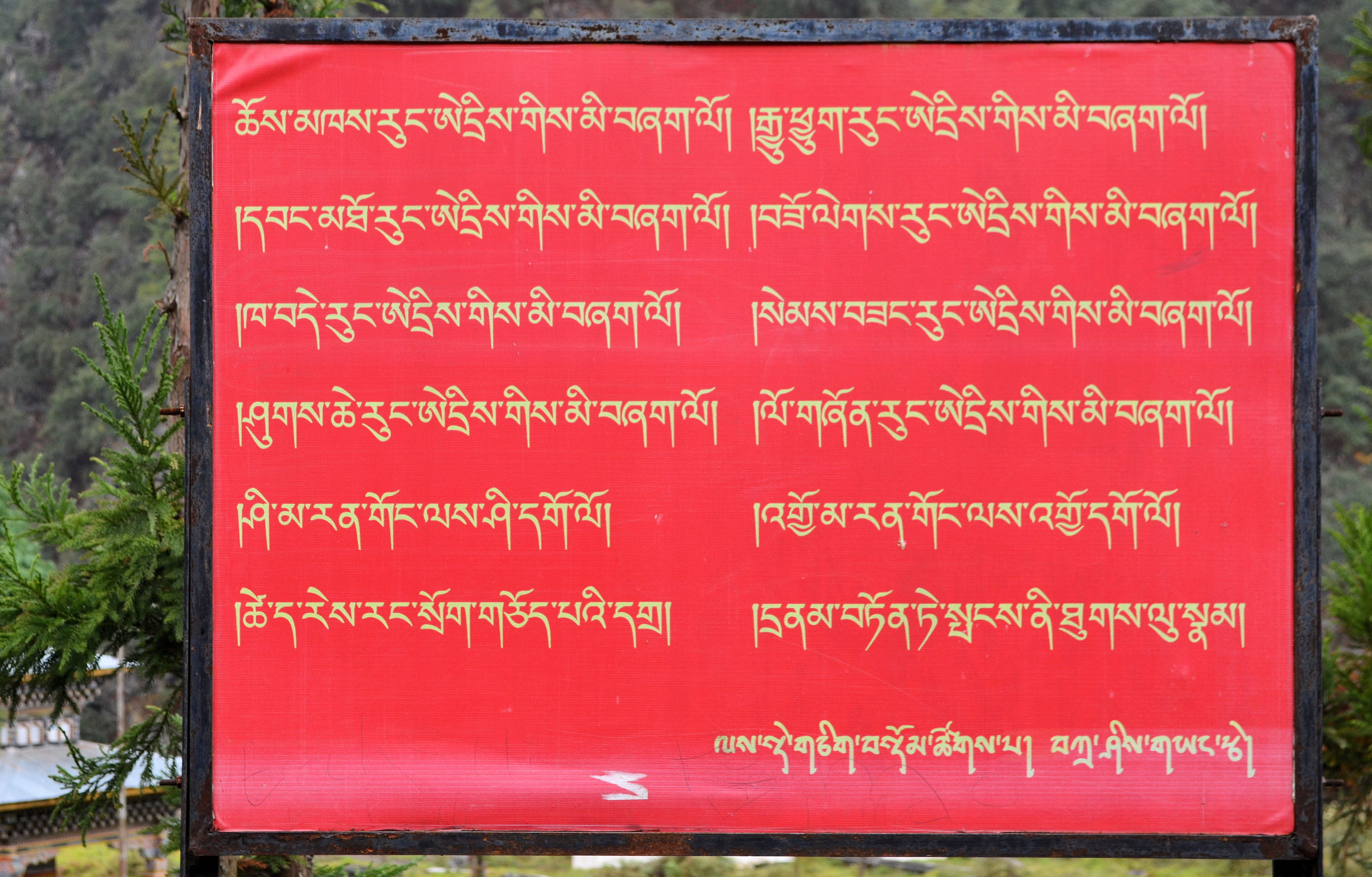
En skylt på dzongkha i Chorten Kora.

I oktober 2005 slutade Microsoft att använda namnet "dzongkha" på språket i företagets mjukvara och ersatte det med "Tibetan-Bhutan". Detta skedde efter påtryckningar från Kinas regering som ansåg att ordet dzongkha kunde förknippas med den landsflyktige tibetanske ledaren Dalai Lama.

## Fonologi

### Konsonanter
|             |             | Bilabial | Bilabial | Alveodental | Alveodental | Palatal | Palatal | Velar | Velar | Glottal | Glottal |
| ----------- | ----------- | -------- | -------- | ----------- | ----------- | ------- | ------- | ----- | ----- | ------- | ------- |
| Nasal       | Nasal       | m        | m        | n           | n           | ɲ       | ɲ       | ŋ     | ŋ     |         |         |
| Klusil      | norm.       | p        | b        | t           | d           |         |         | k     | ɡ     | ʔ       | ʔ       |
| Klusil      | aspirerad   | pʰ       | bʱ       | tʰ          | dʱ          |         |         | kʰ    | ɡʱ    |         |         |
| Affrikat    | norm.       |          |          | ts          | dz          | tɕ      | dʑ      |       |       |         |         |
| Affrikat    | aspirerad   |          |          | tsʰ         | dzʱ         | tɕʰ     | dʑʱ     |       |       |         |         |
| Frikativ    | Frikativ    |          |          | s           | z           | ɕ       | ʑ       |       |       | h       | ɦ       |
| Approximant | Approximant |          |          | ɬ ~ l       | ɬ ~ l       | j       | j       | w     | w     |         |         |

Källa:

### Vokaler
|            | Främre | Central | Bakre |
| ---------- | ------ | ------- | ----- |
| Sluten     | i      |         | u     |
| Halvsluten | e      |         | o     |
| Öppen      |        | a       |       |

Källa:
| Wikipedia | Wikipedia har en upplaga på Dzongkha. |